# Erschweren (Seide)
Erschweren (auch Beschweren oder Chargieren) bildete einmal einen der wichtigsten, aber auch schwierigsten Arbeitsvorgänge der Naturseiden-Strang- oder Stückveredlung.

## Verfahrensarten des Erschwerens
Beim Erschweren erfolgt das Auffüllen der durch das Entbasten des Seidenfadens aufgetretenen Masse- und Gewichtsverlusts durch Metallsalze (Zinnchlorid, Zinnphosphat, Natriumphosphat) und ein anschließendes Wasserglasbad sowie mit anorganischen Gerbstoffen. Bei der Vegetal-Erschwerung geschieht die Erschwerung mit pflanzlichen Gerbstoffen, die zwar das Volumen und den Griff verbessern, nicht aber das Gewicht erhöhen.
Um außer der durch das Gerben erfolgten Griffverbesserung auch das Gewicht zu verbessern, verbindet man die Erschwerung manchmal mit Metallsalzen ohne Wasserglas. Eine Erschwerung unter Pari bis 10–60 % über Pari bringt kaum einen Qualitätsverlust, wohl aber die weit über das ursprüngliche Gewicht hinausgehende Überpari-Erschwerung (bis 300 %). Der Vorgang ist energieaufwändig und belastet die Abwässer.
Die Charge Mixte ist eine Kombination von Gerbstoffen, die nur das Volumen und den Griff verbessern, nicht aber das Gewicht erhöhen, und von Metallsalzen zur Erschwerung von Naturseide ohne Wasserglas.

## Historische Entwicklung
Es ist nicht ausgeschlossen, dass das Erschweren  schon zwischen 700 und 900 n. Chr. in Zentralasien genutzt wurde, da Textilfunde aus dieser Zeit höhere Mengen an  Ellagsäure aufwiesen, was auf eine Seidenerschwerung mit gerbstoffhaltigen Substanzen hinweisen könnte. Danach findet man erst wieder Hinweise ab Mitte des 19. Jahrhunderts. Ab 1870  werden Zinnchlorid, später Zinnphoshat auch in Kombination mit Wasserglas als Erschwerungsmittel genutzt. Bis zum Zweiten Weltkrieg gab es in Mitteleuropa eine umfangreich Seidenveredlungsindustrie mit dem lukrativen, aber auch risikoreichen Zweig der Seidenerschwerung, wobei Naturseide zuerst nur in Strangform erschwert wurde. Die Bedeutung der unterschiedlichen Erschwerungsverfahren spiegelte sich auch in einer Fülle von Patentschriften bis zum Jahr 1925 wider.
Heute hat die Erschwerung der Seide keine Bedeutung mehr.